# Bahnstrecke Wega–Brilon Wald
| |                                                     |                                        |                                        |
| Streckennummer (DB): | 3944                                                |                                        |                                        |
| Kursbuchstrecke (DB): | 622 (Korbach–Brilon Wald) 174f (1934) 198f (1946)   |                                        |                                        |
| Streckenlänge: | 67,07 km                                            |                                        |                                        |
| Spurweite: | 1435 mm (Normalspur)                                |                                        |                                        |
| Streckenklasse: | C2 (Korbach–Brilon Wald)                            |                                        |                                        |
| Maximale Neigung: | ~ 19 ‰                                              |                                        |                                        |
| Streckengeschwindigkeit: | Wega–Korbach: 50 km/h Korbach–Brilon Wald: 100 km/h |                                        |                                        |
| Zugbeeinflussung: | PZB (Korbach–Brilon Wald)                           |                                        |                                        |
| |                                                     |                                        |                                        |
| \| \| \| von Bad Wildungen \| \| \| \| 2,440 \| Wega, W 17 \| Wega, W 17 \| \| \| \| nach Wabern \| \| \| \| 2,600 \| Wilde \| Wilde \| \| \| 2,830 \| Wega (Mühle) (bis 30. Mai 1981) \| Wega (Mühle) (bis 30. Mai 1981) \| \| \| \| von Wabern \| \| \| \| \| Wega, W 20 \| \| \| \| 3,000 \| Wegaer Tunnel (173 m) \| Wegaer Tunnel (173 m) \| \| \| 5,380 \| Anraff \| Anraff \| \| \| 7,240 \| Bergheim-Giflitz \| Bergheim-Giflitz \| \| \| 7,500 \| Anst Raiffeisen \| Anst Raiffeisen \| \| \| 7,900 \| Eder (~75 m) \| Eder (~75 m) \| \| \| 8,600 (0,0) \| Anschlussbahn E.ON \| Anschlussbahn E.ON \| \| \| (0,2) \| Ausweichstelle \| Ausweichstelle \| \| \| \| \| \| \| \| (3,4) \| Affoldern Beginn Draisinenstrecke \| Affoldern Beginn Draisinenstrecke \| \| \| (5,6) \| Ende Draisinenstrecke \| Ende Draisinenstrecke \| \| \| (5,7) \| Eder (~100 m) \| Eder (~100 m) \| \| \| (5,8) \| Hemfurth-Edersee (1996–2001 im Sommer) \| Hemfurth-Edersee (1996–2001 im Sommer) \| \| \| (6,0) \| Werksanlage E.ON \| Werksanlage E.ON \| \| \| 10,700 \| Buhlener Viadukt (135 m; Netze, ) \| Buhlener Viadukt (135 m; Netze, ) \| \| \| 11,600 \| Buhlen \| Buhlen \| \| \| \| Anst Mauser \| \| \| \| 14,470 \| Waldeck \| Waldeck \| \| \| 16,900 \| \| \| \| \| 17,900 \| Netzer Viadukt (L 3215) \| Netzer Viadukt (L 3215) \| \| \| 18,600 \| Netze \| Netze \| \| \| 19,170 \| Netze \| Netze \| \| \| 21,000 \| Selbacher Viadukt (150 m; Reiherbach) \| Selbacher Viadukt (150 m; Reiherbach) \| \| \| 21,820 \| Selbach (bis 27. Mai 1978) \| Selbach (bis 27. Mai 1978) \| \| \| 24,280 \| Sachsenhausen (Waldeck) \| Sachsenhausen (Waldeck) \| \| \| 26,100 \| Sachsenhäuser Tunnel (65,4 m; ) \| Sachsenhäuser Tunnel (65,4 m; ) \| \| \| 26,900 \| \| \| \| \| 29,740 \| Höringhausen \| Höringhausen \| \| \| 31,800 \| Werbe \| Werbe \| \| \| 33,400 \| Meineringhausen \| Meineringhausen \| \| \| 35,200 \| Meineringhäuser Tunnel (75,2 m; ) \| Meineringhäuser Tunnel (75,2 m; ) \| \| \| \| von Sarnau \| \| \| \| 38,490 \| Korbach Süd \| Korbach Süd \| \| \| 39,557 \| Korbach Hbf \| 372 m \| \| \| 41,345 \| nach Warburg (31 m) \| nach Warburg (31 m) \| \| \| 41,400 \| Korbach Industriestammgleis (Awanst) \| Korbach Industriestammgleis (Awanst) \| \| \| \| Industriestammgleis \| \| \| \| 45,190 \| Lelbach-Rhena \| Lelbach-Rhena \| \| \| 47,176 \| Rhenaer Viadukt (93 m) \| Rhenaer Viadukt (93 m) \| \| \| 48,770 \| Bömighausen \| 497 m \| \| \| 49,216 \| Bömighäuser Viadukt (105 m) \| Bömighäuser Viadukt (105 m) \| \| \| 50,650 \| Neerdar \| Neerdar \| \| \| 53,430 \| Eimelrod \| 541 m \| \| \| 56,300 \| \| \| \| \| 57,096 \| Usseln \| 607 m \| \| \| 57,890 \| Usselner Viadukt (86 m; Diemel) \| Usselner Viadukt (86 m; Diemel) \| \| \| 58,500 \| Scheitelpunkt \| 640 m \| \| \| 60,007 \| Willingen-Stryck (Saisonhalt) \| Willingen-Stryck (Saisonhalt) \| \| \| 61,485 \| Willinger Viadukt (233 m; Itter) \| Willinger Viadukt (233 m; Itter) \| \| \| 62,436 \| Willingen \| 580 m \| \| \| 62,800 \| Hoppecke \| Hoppecke \| \| \| 63,011 \| Landesgrenze NRW / Hessen \| Landesgrenze NRW / Hessen \| \| \| 66,990 \| Schellhorn (Lst, bis 1927 Hst) \| Schellhorn (Lst, bis 1927 Hst) \| \| \| \| von Schwerte \| \| \| \| 69,513 \| Brilon Wald \| 448 m \| \| \| \| nach Warburg \| \| \| \| \| nach Paderborn \| \| \| \| \| \| \| \| Quellen: [1][2][3][4][5][6] \| \| \| \| |                                                     |                                        |                                        |
| |                                                     | von Bad Wildungen                      |                                        |
| ehemalige Blockstelle | 2,440                                               | Wega, W 17                             | Wega, W 17                             |
| Abzweig ehemals geradeaus und nach rechts |                                                     | nach Wabern                            | nach Wabern                            |
| Brücke über Wasserlauf (Strecke außer Betrieb) | 2,600                                               | Wilde                                  | Wilde                                  |
| Haltepunkt / Haltestelle (Strecke außer Betrieb) | 2,830                                               | Wega (Mühle) (bis 30. Mai 1981)        | Wega (Mühle) (bis 30. Mai 1981)        |
| Abzweig geradeaus und von rechts (Strecke außer Betrieb) |                                                     | von Wabern                             | von Wabern                             |
| Blockstelle (Strecke außer Betrieb) |                                                     | Wega, W 20                             | Wega, W 20                             |
| Tunnel (Strecke außer Betrieb) | 3,000                                               | Wegaer Tunnel (173 m)                  | Wegaer Tunnel (173 m)                  |
| Haltepunkt / Haltestelle (Strecke außer Betrieb) | 5,380                                               | Anraff                                 | Anraff                                 |
| Bahnhof (Strecke außer Betrieb) | 7,240                                               | Bergheim-Giflitz                       | Bergheim-Giflitz                       |
| Abzweig geradeaus und von rechts (Strecke außer Betrieb) | 7,500                                               | Anst Raiffeisen                        | Anst Raiffeisen                        |
| Brücke über Wasserlauf (Strecke außer Betrieb) | 7,900                                               | Eder (~75 m)                           | Eder (~75 m)                           |
| Verschwenkung von links (Strecke außer Betrieb) · Verschwenkung von rechts (Strecke außer Betrieb) | 8,600 (0,0)                                         | Anschlussbahn E.ON                     | Anschlussbahn E.ON                     |
| Strecke (außer Betrieb) · Blockstelle (Strecke außer Betrieb) | (0,2)                                               | Ausweichstelle                         | Ausweichstelle                         |
| Strecke (außer Betrieb) · Bahnübergang (Strecke außer Betrieb) |                                                     | B485                                   | B485                                   |
| Strecke (außer Betrieb) · Haltepunkt / Haltestelle Strecke bis hier außer Betrieb | (3,4)                                               | Affoldern Beginn Draisinenstrecke      | Affoldern Beginn Draisinenstrecke      |
| Strecke (außer Betrieb) | (5,6)                                               | Ende Draisinenstrecke                  | Ende Draisinenstrecke                  |
| Strecke (außer Betrieb) · Brücke über Wasserlauf (Strecke außer Betrieb) | (5,7)                                               | Eder (~100 m)                          | Eder (~100 m)                          |
| Strecke (außer Betrieb) · Haltepunkt / Haltestelle (Strecke außer Betrieb) | (5,8)                                               | Hemfurth-Edersee (1996–2001 im Sommer) | Hemfurth-Edersee (1996–2001 im Sommer) |
| Betriebsstelle Streckenende | (6,0)                                               | Werksanlage E.ON                       | Werksanlage E.ON                       |
| Brücke (Strecke außer Betrieb) | 10,700                                              | Buhlener Viadukt (135 m; Netze, )      | Buhlener Viadukt (135 m; Netze, )      |
| Bahnhof (Strecke außer Betrieb) | 11,600                                              | Buhlen                                 | Buhlen                                 |
| Abzweig geradeaus und nach links (Strecke außer Betrieb) |                                                     | Anst Mauser                            | Anst Mauser                            |
| Bahnhof (Strecke außer Betrieb) | 14,470                                              | Waldeck                                | Waldeck                                |
| Brücke (Strecke außer Betrieb) | 16,900                                              | B485                                   | B485                                   |
| Brücke (Strecke außer Betrieb) | 17,900                                              | Netzer Viadukt (L 3215)                | Netzer Viadukt (L 3215)                |
| Brücke über Wasserlauf (Strecke außer Betrieb) | 18,600                                              | Netze                                  | Netze                                  |
| Bahnhof (Strecke außer Betrieb) | 19,170                                              | Netze                                  | Netze                                  |
| Brücke über Wasserlauf (Strecke außer Betrieb) | 21,000                                              | Selbacher Viadukt (150 m; Reiherbach)  | Selbacher Viadukt (150 m; Reiherbach)  |
| Haltepunkt / Haltestelle (Strecke außer Betrieb) | 21,820                                              | Selbach (bis 27. Mai 1978)             | Selbach (bis 27. Mai 1978)             |
| Bahnhof (Strecke außer Betrieb) | 24,280                                              | Sachsenhausen (Waldeck)                | Sachsenhausen (Waldeck)                |
| Tunnel (Strecke außer Betrieb) | 26,100                                              | Sachsenhäuser Tunnel (65,4 m; )        | Sachsenhäuser Tunnel (65,4 m; )        |
| Brücke (Strecke außer Betrieb) | 26,900                                              | B251                                   | B251                                   |
| Bahnhof (Strecke außer Betrieb) | 29,740                                              | Höringhausen                           | Höringhausen                           |
| Brücke über Wasserlauf (Strecke außer Betrieb) | 31,800                                              | Werbe                                  | Werbe                                  |
| Bahnhof (Strecke außer Betrieb) | 33,400                                              | Meineringhausen                        | Meineringhausen                        |
| Tunnel (Strecke außer Betrieb) | 35,200                                              | Meineringhäuser Tunnel (75,2 m; )      | Meineringhäuser Tunnel (75,2 m; )      |
| |                                                     | von Sarnau                             |                                        |
| Haltepunkt / Haltestelle | 38,490                                              | Korbach Süd                            | Korbach Süd                            |
| Kopfbahnhof Strecke bis hier außer Betrieb | 39,557                                              | Korbach Hbf                            | 372 m                                  |
| | 41,345                                              | nach Warburg (31 m)                    | nach Warburg (31 m)                    |
| Blockstelle | 41,400                                              | Korbach Industriestammgleis (Awanst)   | Korbach Industriestammgleis (Awanst)   |
| Abzweig geradeaus und nach links |                                                     | Industriestammgleis                    | Industriestammgleis                    |
| ehemaliger Bahnhof | 45,190                                              | Lelbach-Rhena                          | Lelbach-Rhena                          |
| Brücke | 47,176                                              | Rhenaer Viadukt (93 m)                 | Rhenaer Viadukt (93 m)                 |
| ehemaliger Haltepunkt / Haltestelle | 48,770                                              | Bömighausen                            | 497 m                                  |
| Brücke | 49,216                                              | Bömighäuser Viadukt (105 m)            | Bömighäuser Viadukt (105 m)            |
| ehemaliger Bahnhof | 50,650                                              | Neerdar                                | Neerdar                                |
| ehemaliger Bahnhof | 53,430                                              | Eimelrod                               | 541 m                                  |
| Brücke | 56,300                                              | B251                                   | B251                                   |
| Bahnhof | 57,096                                              | Usseln                                 | 607 m                                  |
| Brücke über Wasserlauf | 57,890                                              | Usselner Viadukt (86 m; Diemel)        | Usselner Viadukt (86 m; Diemel)        |
| Kulminations-/Scheitelpunkt | 58,500                                              | Scheitelpunkt                          | 640 m                                  |
| Haltepunkt / Haltestelle | 60,007                                              | Willingen-Stryck (Saisonhalt)          | Willingen-Stryck (Saisonhalt)          |
| Brücke über Wasserlauf | 61,485                                              | Willinger Viadukt (233 m; Itter)       | Willinger Viadukt (233 m; Itter)       |
| Bahnhof | 62,436                                              | Willingen                              | 580 m                                  |
| Brücke über Wasserlauf | 62,800                                              | Hoppecke                               | Hoppecke                               |
| Grenze | 63,011                                              | Landesgrenze NRW / Hessen              | Landesgrenze NRW / Hessen              |
| ehemaliger Haltepunkt / Haltestelle | 66,990                                              | Schellhorn (Lst, bis 1927 Hst)         | Schellhorn (Lst, bis 1927 Hst)         |
| Abzweig geradeaus und von links |                                                     | von Schwerte                           | von Schwerte                           |
| Bahnhof | 69,513                                              | Brilon Wald                            | 448 m                                  |
| Abzweig geradeaus und nach rechts |                                                     | nach Warburg                           | nach Warburg                           |
| |                                                     | nach Paderborn                         |                                        |
| |                                                     |                                        |                                        |
| Quellen: |                                                     |                                        |                                        |

Die Bahnstrecke Wega–Brilon Wald ist eine 67,07 Kilometer lange, eingleisige nicht elektrifizierte Nebenbahn von Wega, Ortsteil von Bad Wildungen, in Nordhessen nach Brilon-Wald in Nordrhein-Westfalen. Die Strecke wird von der DB RegioNetz Infrastruktur als Teil des Netzes Kurhessenbahn betrieben.
Der stillgelegte Abschnitt zwischen Wega und Korbach wird nach dem nahen Edersee Ederseebahn genannt, der Abschnitt zwischen Korbach und Brilon Wald durch die Region „Upland“ Uplandbahn.

## Streckenverlauf

### Abschnitt Wega–Bergheim
Ab dem früheren Gleisdreieck Wega führt die Strecke in nordwestlicher Richtung in Richtung Korbach. Zunächst durchstößt sie im „Wegaer Tunnel“ direkt westlich von Wega einen bewaldeten Hügelsporn, um dann flussaufwärts über Anraff und Giflitz (Haltepunkt „Bergheim-Giflitz“) nach Bergheim dem Edertal zu folgen. Der Haltepunkt am Tunnel trug früher den Namen Wegaer Mühle. Der Streckenabschnitt ist seit Mai 1995 stillgelegt.

### Uniper-Anschlussbahn (Bergheim–Hemfurth)

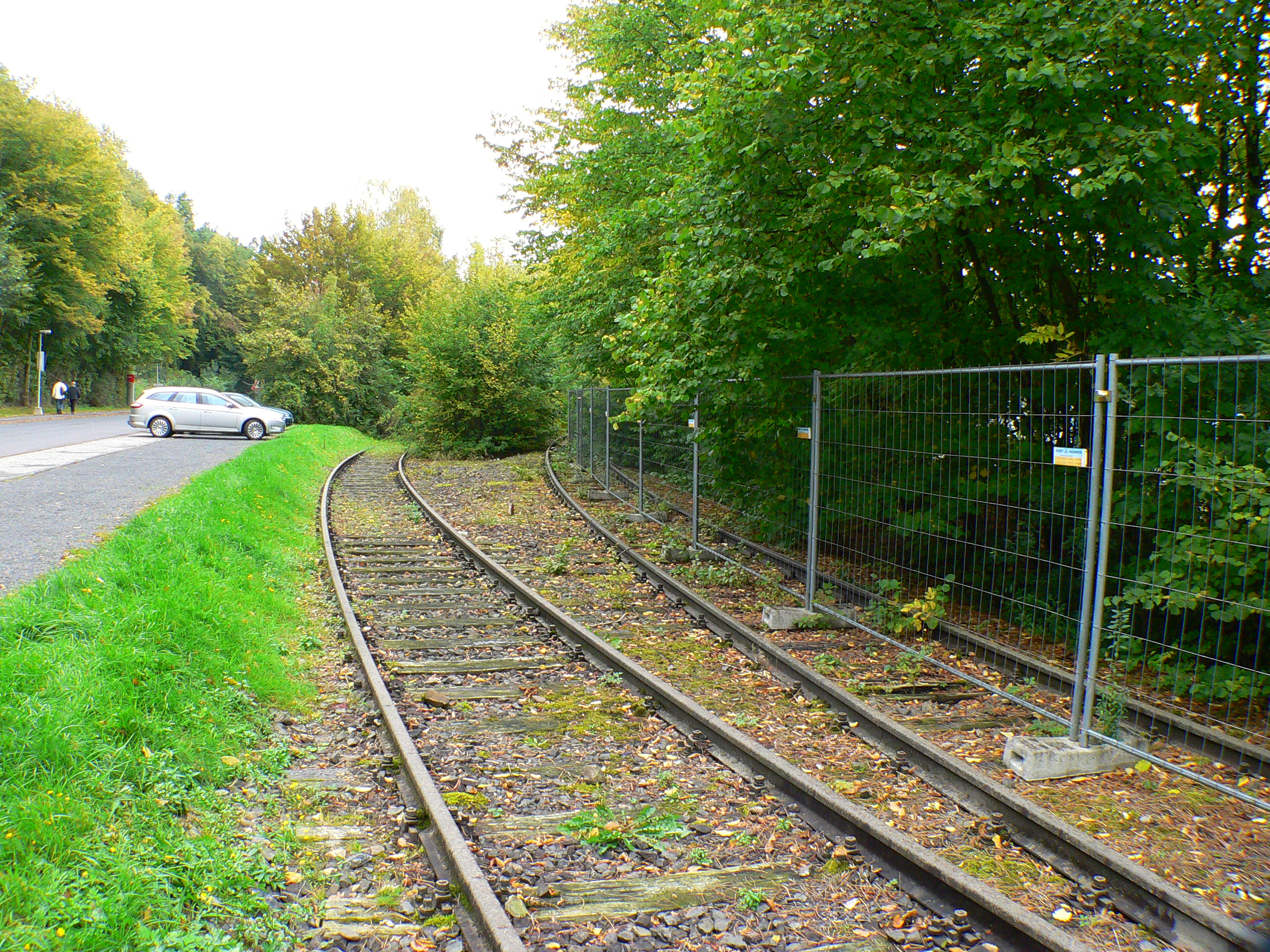
Gleisrelikte E.ON–Anschluss

Während die Bahnstrecke weiter in Richtung Korbach führt, verläuft die ebenso stillgelegte E.ON-Anschlussbahn von Bergheim weiter durch das Edertal und am Affolderner See entlang zu den Pumpspeicherkraftwerken Waldeck bei Hemfurth, einem Ortsteil von Hemfurth-Edersee. Dort überquert sie die Eder, um nahe der Talstation der Standseilbahn Peterskopfbahn in einem Kopfbahnhof zu enden. Etwas nördlich davon steht die Sperrmauer des Edersees.
2006 wurde auf einem etwa zwei Kilometer langen Teilstück zwischen Affoldern und Hemfurth eine Draisinenstrecke eingerichtet. Dazu wurde in Affoldern am Edersee Info-Point ein neuer Haltepunkt mit einem 20 Meter langen Bahnsteig errichtet. Die Strecke endet direkt vor der Ederbrücke bei Hemfurth. Die ursprünglich geplante Verlängerung bis zum Haltepunkt Hemfurth konnte nicht durchgeführt werden, da die Ederbrücke auch von Straßenfahrzeugen befahren wird.

### Abschnitt Bergheim–Korbach

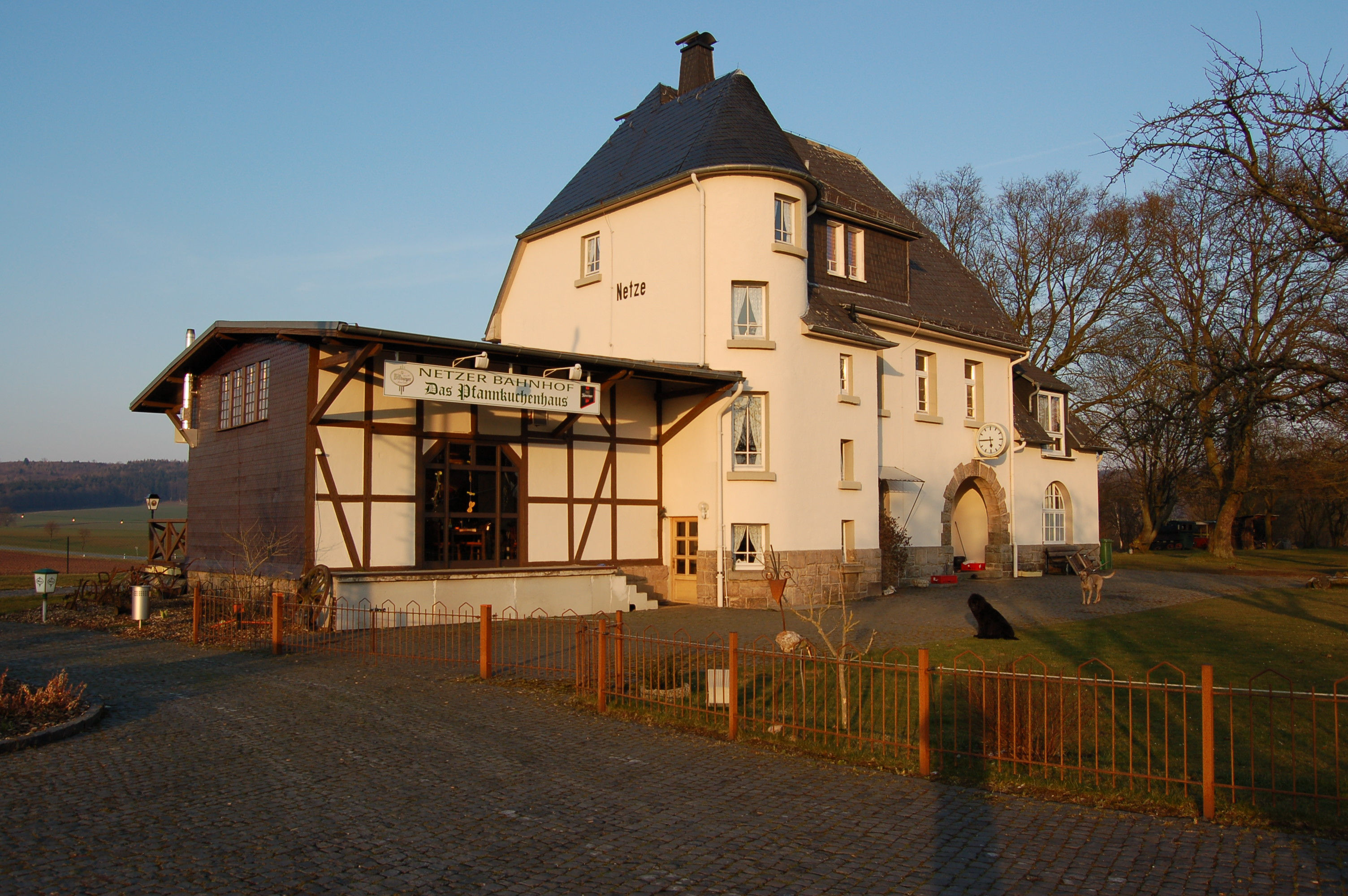
Ederseebahn – Bahnhof Netze

Vor Bergheim wechselt die Trasse der Ederseebahn vom südlichen auf das nördliche Ederufer und führt im Tal der Netze entlang der Bundesstraße 485 aufwärts. Dabei ist sie quer zu einigen Bachtälern angelegt, was teils aufwendige Brückenbauwerke nötig machte. So führt sie nach dem Mehlener Ortsteil Lieschensruh, der ohne Haltestelle passiert wird, über den 30 Meter hohen Buhlener Viadukt, der sowohl die Netze als auch die Bundesstraße 485 überbrückt, wonach sie über Buhlen und Waldeck nach Netze verläuft. Betrieblicher Mittelpunkt war der Bahnhof Waldeck, der bis zuletzt Nebenbahnidylle pur war.

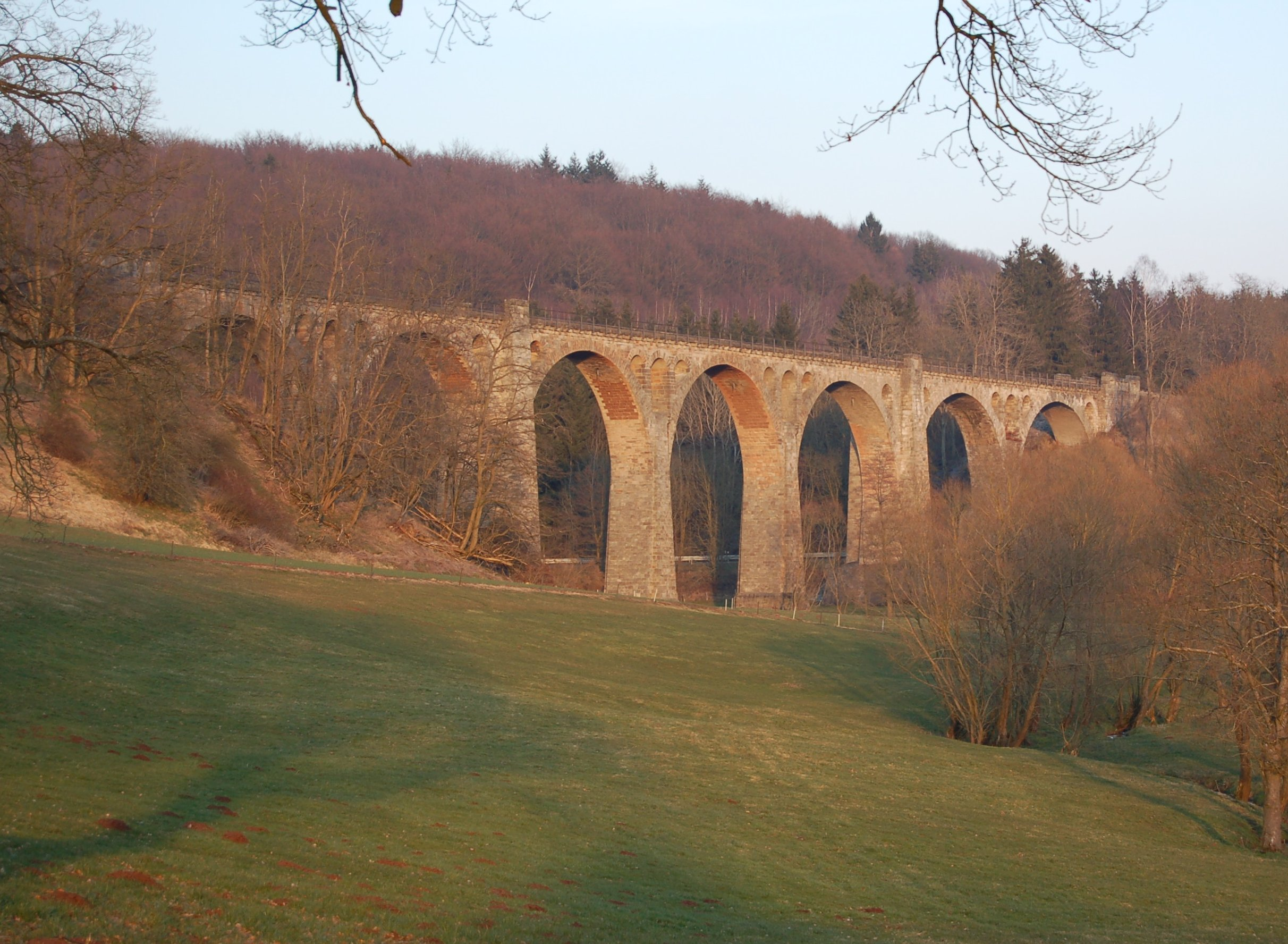
Selbacher Viadukt der Ederseebahn am Reiherbach

Danach folgt westwärts der Selbacher Viadukt, der bei Selbach das Tal des Reiherbachs überbrückt. Hiernach führt die Strecke über Sachsenhausen, wo sie die Bundesstraße 485 im „Sachsenhäuser Tunnel“ unterquert, weiter nordwärts nach Höringhausen. Dort macht sie einen ungleichmäßig verlaufenden, langgestreckten 180°-Bogen, um danach wieder westwärts auf hohem Bahndamm mit Bachdurchlass die Werbe zu überqueren.
Vorbei an Meineringhausen, wo die Strecke im „Meineringhäuser Tunnel“ die Bundesstraße 251 unterquert und etwas später „Am Melm“ von dieser überbrückt wird, erreicht sie Korbach, um am Südring nochmals auf einer Brücke die Bundesstraße zu überqueren. In Korbach Hauptbahnhof endet die frühere Ederseebahn. Hier besteht Anschluss zur Strecke Kassel–Frankenberg–Marburg.

### Abschnitt Korbach–Usseln
Hinter Korbach (384 m ü. NN) überwindet die leicht nordwestwärts etwa entlang der Bundesstraße 251 führende Trasse der in Betrieb befindlichen Uplandbahn bis kurz nach Usseln (580 bis 620 m ü. NN) einen beträchtlichen Höhenunterschied. Zuerst führt sie durch Lelbach zum Bahnhof Lelbach-Rhena, wonach Rhena nördlich passiert wird. Hier überquert sie auf dem Rhenaer Viadukt einen kleinen Zufluss der Rhena im Einzugsgebiet der Neerdar.
Es folgen die nördlich von Bömighausen gelegene Haltestelle Bömighausen und danach der Bömighäuser Viadukt als Brücke über einen kleinen Bach im Einzugsgebiet der Neerdar. Hiernach erreicht die Strecke den nördlich von Neerdar gelegenen Bahnhof Neerdar.
Vorbei am südlich von Eimelrod gelegenen Bahnhof Eimelrod führt die Bahnstrecke nach erneuter Überbrückung der Bundesstraße 251 nach Usseln, wo sie auf dem Usselner Viadukt die Diemel überquert. Sämtliche Zugangsstellen zwischen Korbach und Usseln sind außer Betrieb.

### Abschnitt Usseln–Brilon Wald

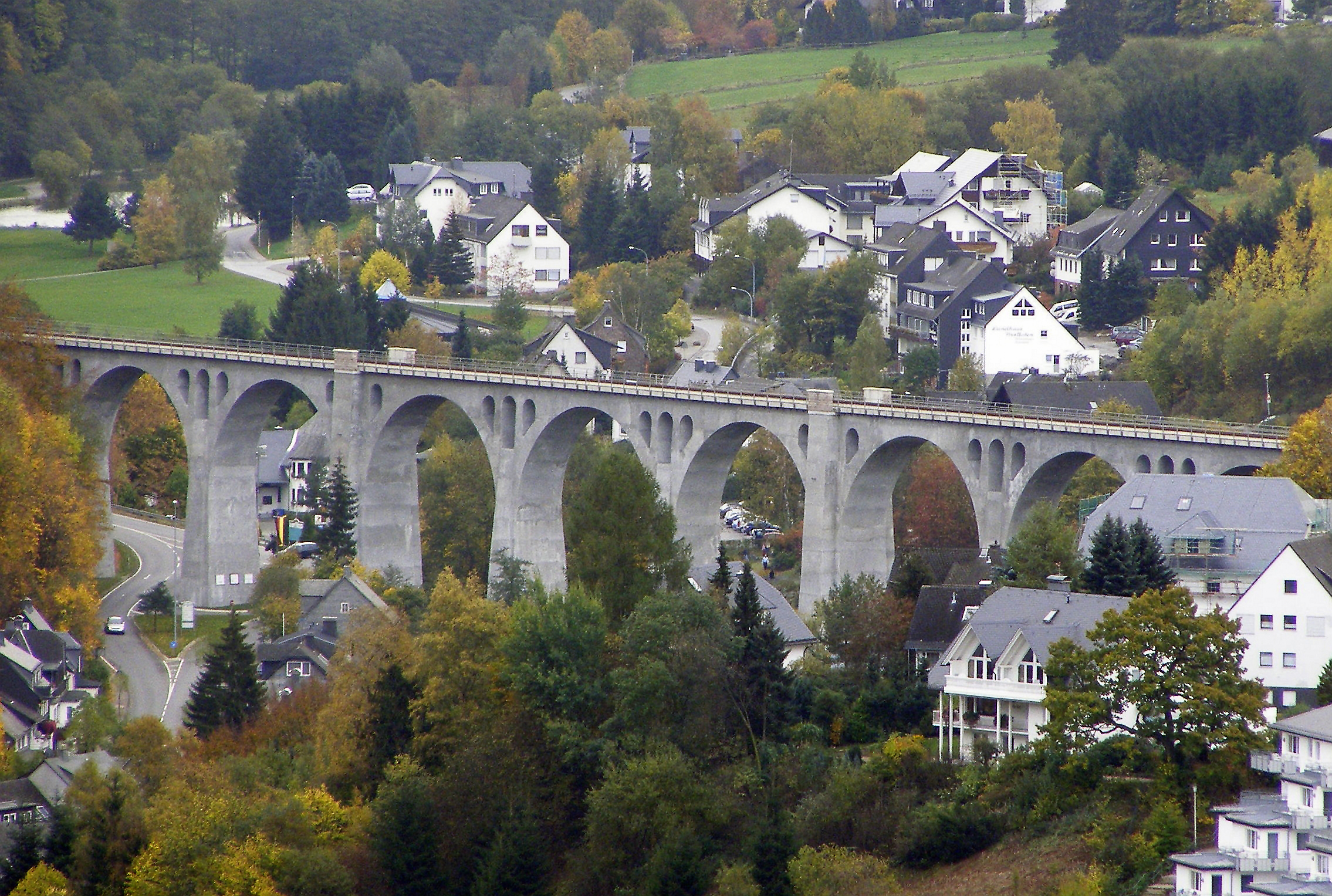
„Willinger Viadukt“ der Uplandbahn an der Itter

Auf dem letzten Teil durch das Upland geht es bergab. Hinter Usseln erreicht die Strecke nach erneutem Unterqueren der Bundesstraße 251 die nordöstlich von Stryck gelegene Haltestelle Stryck, an der Züge nur bei Veranstaltungen an der Mühlenkopfschanze halten. Nun wendet sich die Trasse in Richtung Nordosten, um nach Überquerung der Itter auf dem Willinger Viadukt („Der Viadukt“) Willingen zu erreichen.
Hinter Willingen verläuft sie im Tal der Hoppecke, in dem sie die Landesgrenze zu Nordrhein-Westfalen und zum Hochsauerlandkreis quert, in Richtung Norden nach Brilon-Wald. Dort besteht Anschluss zur Oberen Ruhrtalbahn, die Hagen mit Warburg verbindet. Die Bahnstrecke Wabern–Brilon Wald endet dort. Ein weiterer Anschluss besteht zur Almetalbahn, die seit Dezember 2011 wieder bis Brilon Stadt im Personenverkehr befahren wird. Ein Großteil der Züge aus Richtung Korbach wird auch bis dorthin durchgebunden.

## Geschichte

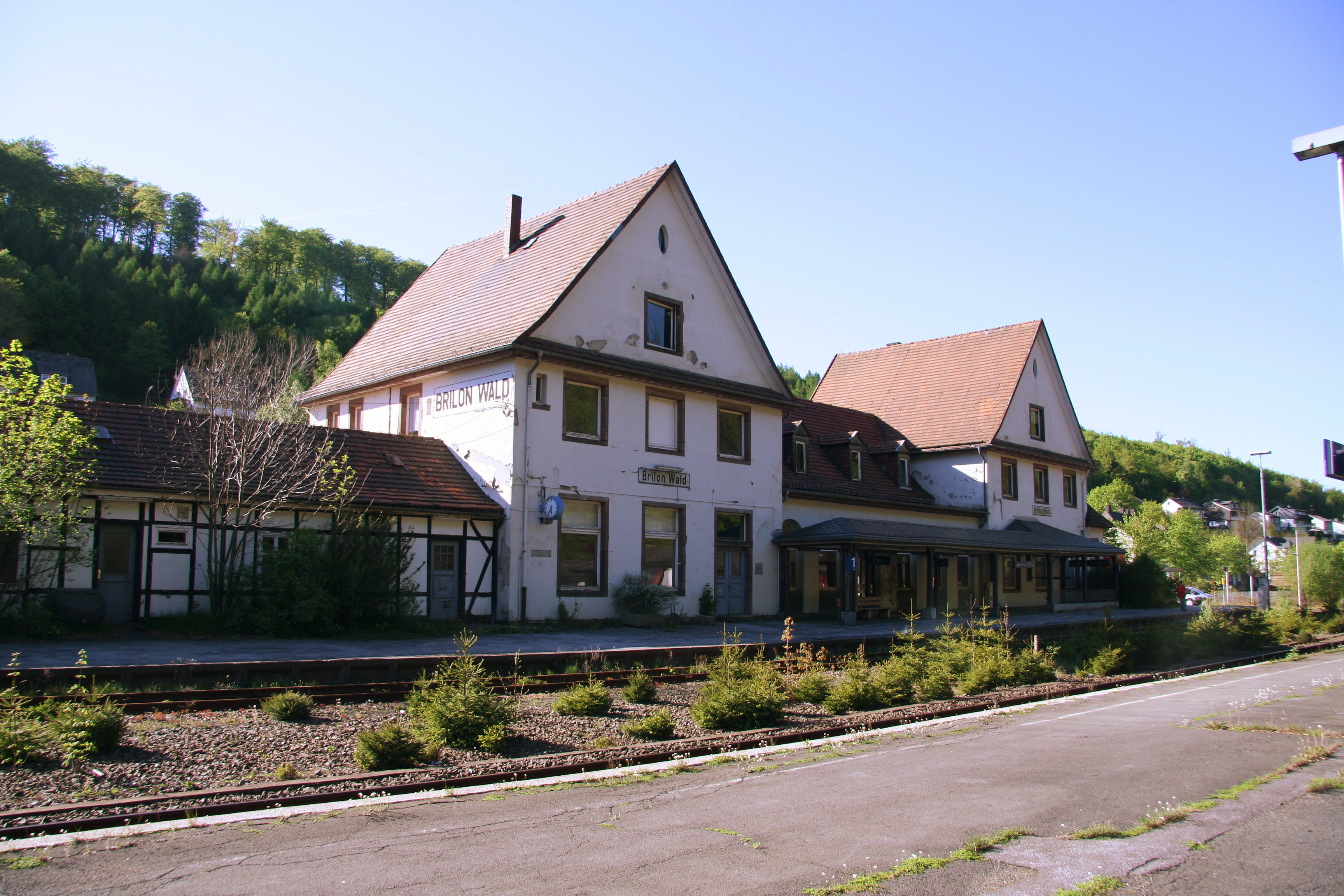
Bahnhof Brilon Wald

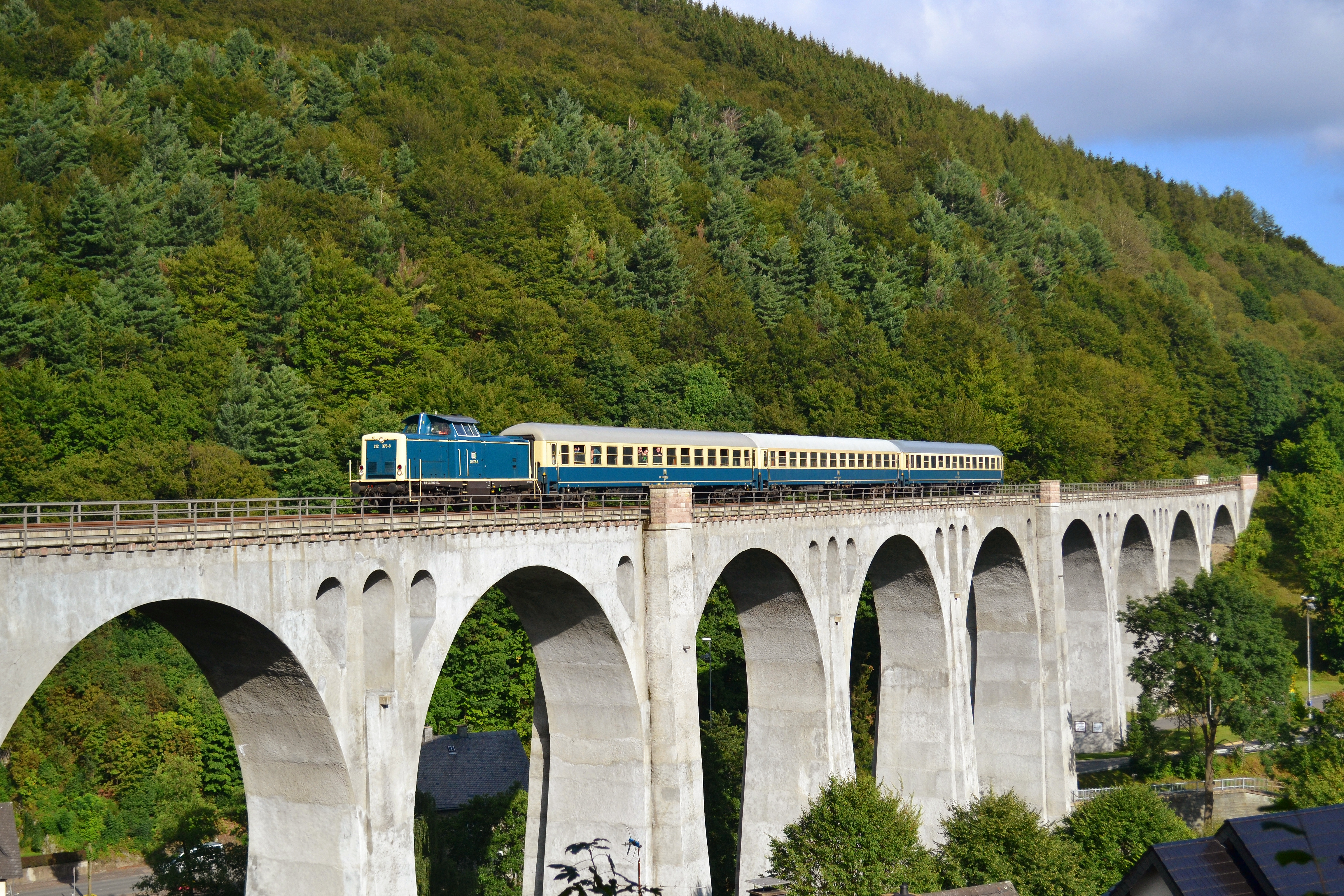
Ein Sonderzug im September 2012 auf dem Willinger Viadukt

Die Bahnstrecke wurde in mehreren Abschnitten eröffnet:
- Wega–Buhlen am 1. Februar 1909
- Buhlen–Waldeck am 1. Mai 1911
- Waldeck–Korbach am 1. Juni 1912
- Korbach–Lelbach-Rhena am 30. Mai 1914
- Willingen–Brilon Wald am 12. Oktober 1914
- Lelbach-Rhena–Eimelrod am 1. Mai 1916
- Eimelrod–Usseln am 14. August 1916
- Usseln–Willingen am 2. April 1917

Bis etwa 1982 gab es zwischen Korbach und Brilon Wald einen Heckeneilzug Frankfurt–Bremen (zeitweise Hamburg) und bis 1991 verkehrte ein Schnellzugpaar Bad Wildungen–Amsterdam.
Am 27. Mai 1995 wurde der Verkehr zwischen Bergheim-Giflitz und Korbach aufgrund sanierungsbedürftiger Brückenbauwerke eingestellt. Danach diente die Strecke von Wega über Bergheim-Giflitz nach Hemfurth-Edersee dem Ausflugsverkehr, wobei zwischen Bergheim-Giflitz und Hemfurth-Edersee das zu den Pumpspeicherkraftwerken Waldeck führende Gleis der E.ON-Anschlussbahn benutzt wurde. Wegen der Sanierungsbedürftigkeit der Strecke wurde der Verkehr am 3. Oktober 2001 wieder beendet. Die Reaktivierung ist weiter im Gespräch. In der Saison werden auf einem 2,2 Kilometer langen Abschnitt Draisinenfahrten angeboten.
Der Güterverkehr zwischen Wega und Korbach wurde bereits am 1. Januar 1992 eingestellt.

## Nutzung heute

### Korbach–Brilon Wald
Auf dem Abschnitt zwischen Korbach und Brilon Wald wird als Grundtakt ein Zweistundentakt angeboten, der morgens und nachmittags durch zusätzliche Züge verdichtet wird. Auf Grund der großen touristischen Bedeutung Willingens wird Freitag bis Sonntag zwischen Brilon Wald und Willingen ein deutlich dichteres Zugangebot bereitgestellt, wobei einzelne Durchläufer in Richtung Hagen und Dortmund weitere Fahrmöglichkeiten bieten.
Die Uplandbahn zwischen Korbach und Brilon Wald ist besonders für die Erschließung des Fremdenverkehrs- und Wintersportortes Willingen im Waldeckischen Upland wichtig. Der Personennahverkehr wird dort ebenfalls von der Kurhessenbahn durchgeführt. Die Durchschnittsgeschwindigkeit der Züge beträgt circa 53 km/h.

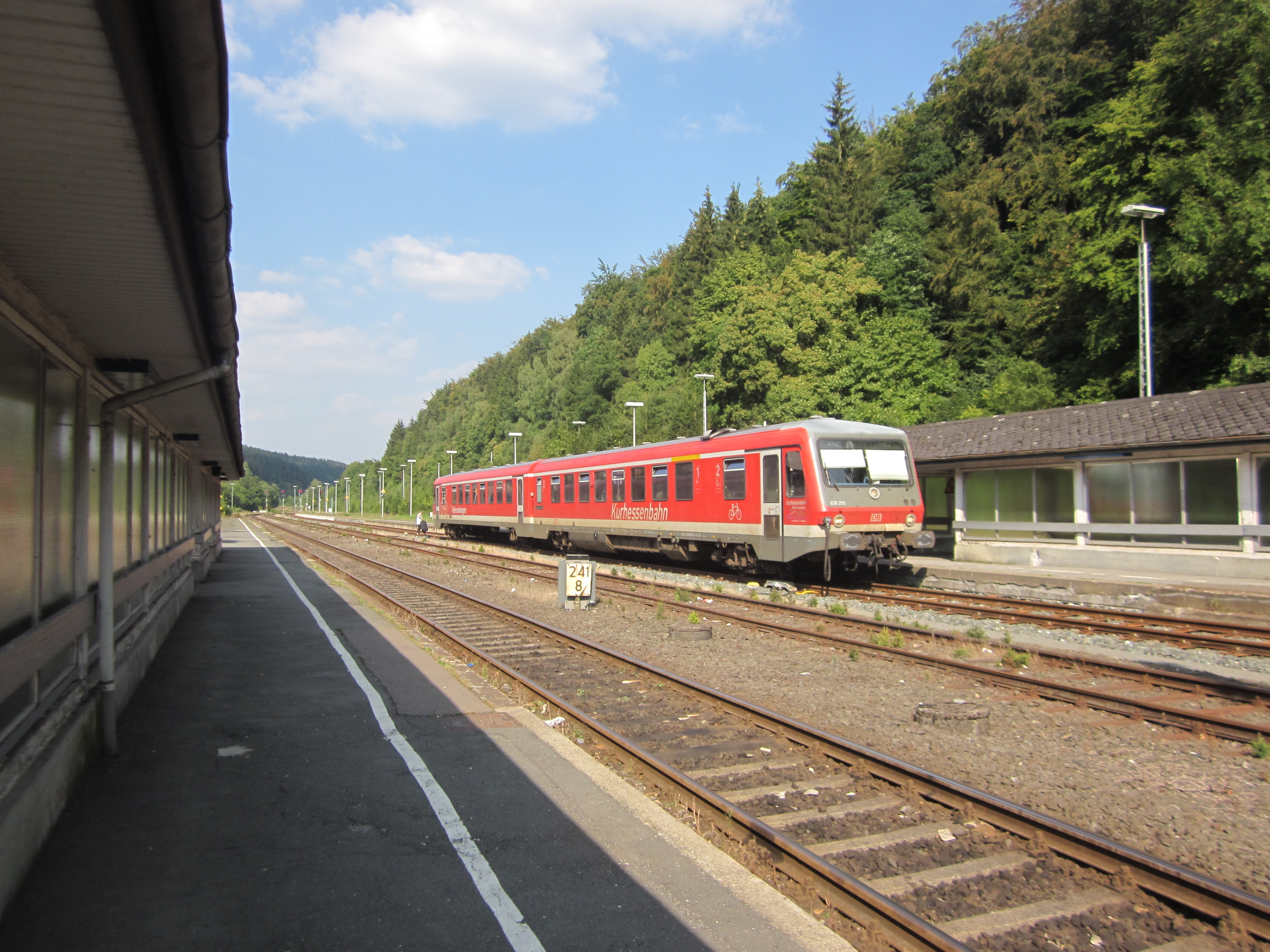
Triebwagen der Kurhessenbahn, Bestwig–Marburg in Brilon Wald

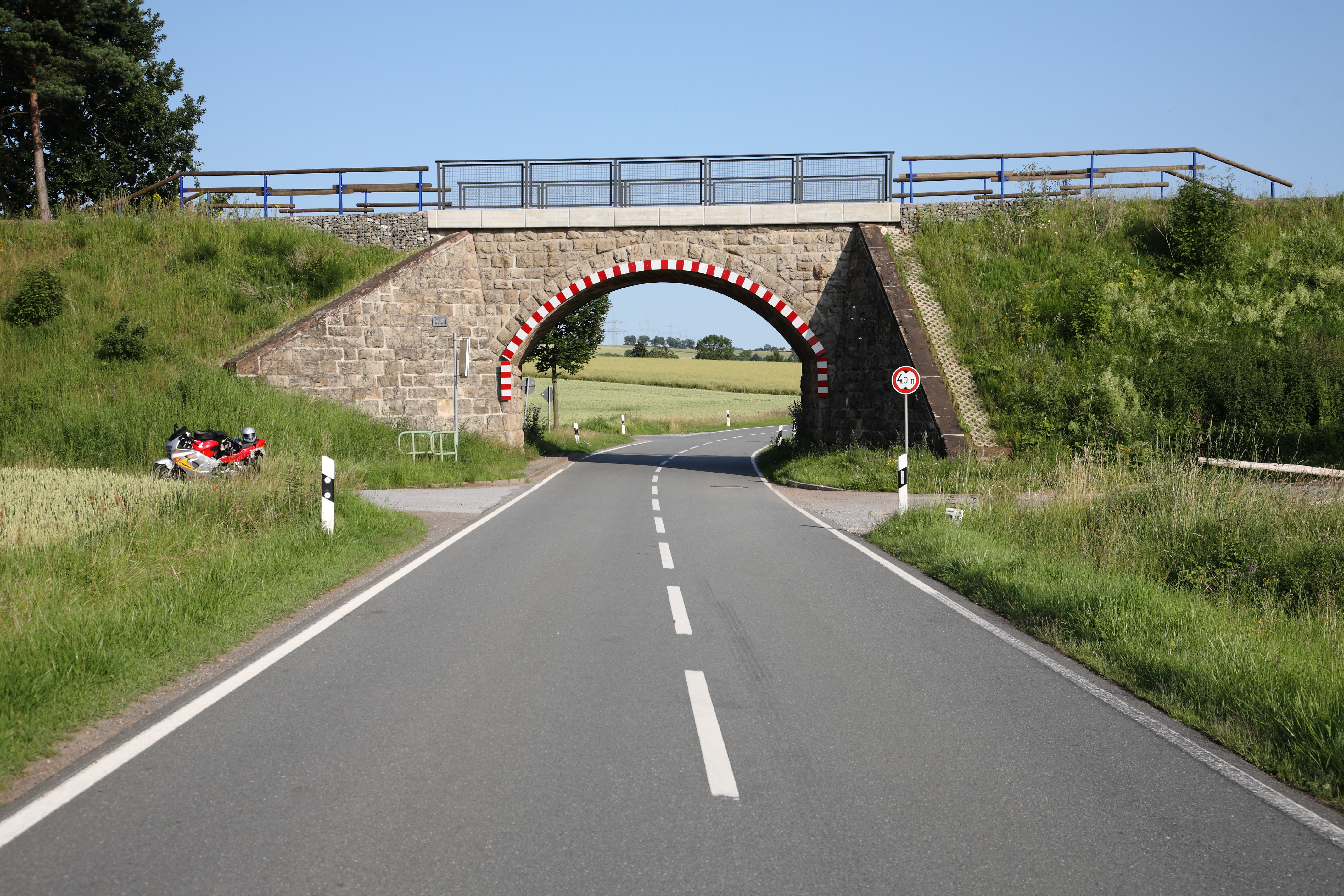
Bahnbrücke der ehemaligen Strecke in Waldeck-Höringhausen über der Kreisstraße K15 (Richtung Höringhausen)

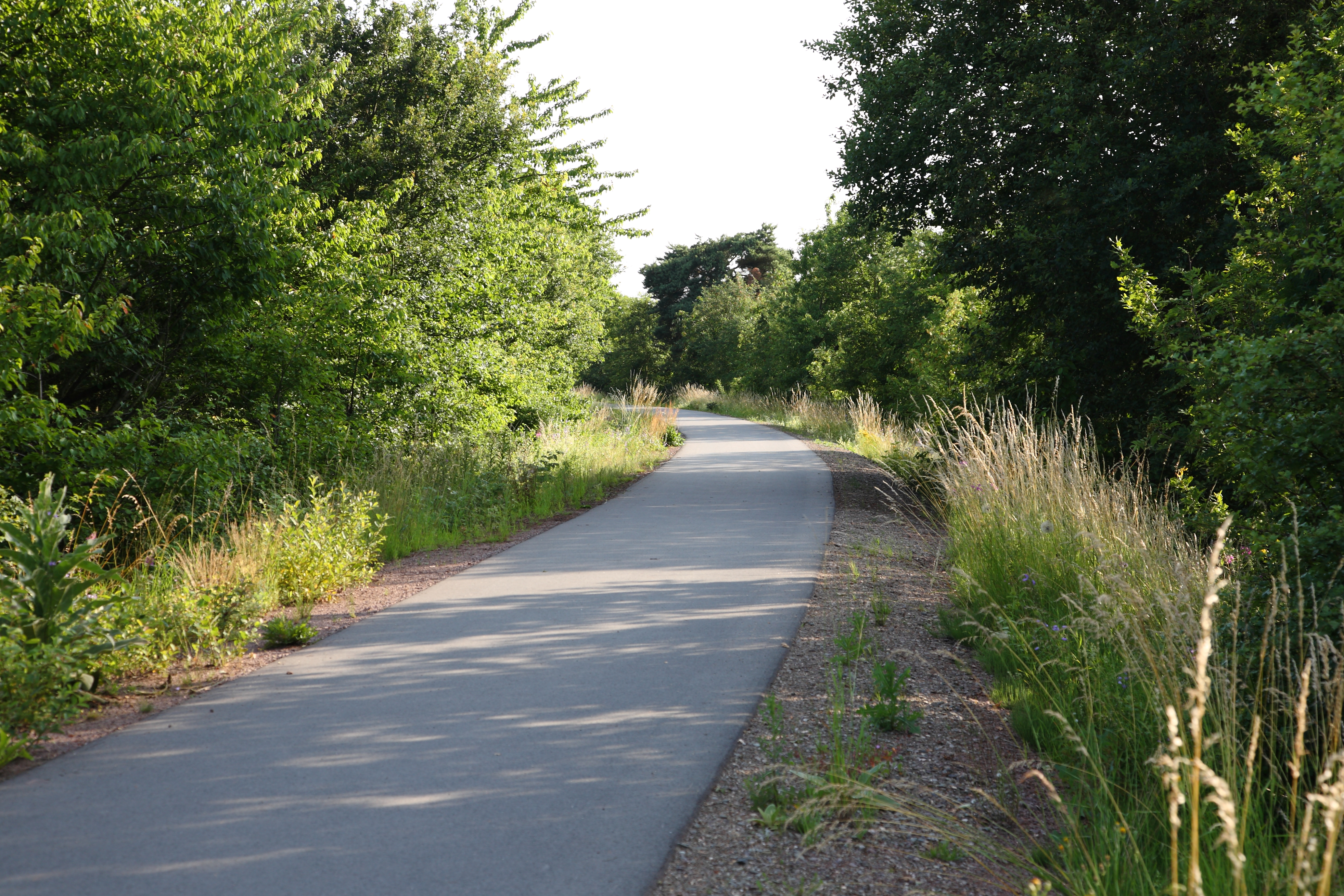
Heutiger Radweg auf der Trasse in Waldeck-Höringhausen (Richtung Korbach)

Beide noch befahrenen Abschnitte waren in der Vergangenheit mehrfach von der Einstellung des Nahverkehrsangebotes bedroht. Zwischen Korbach und Willingen war die Strecke wegen der Baufälligkeit des Willinger Viaduktes zeitweilig außer Betrieb. Durch die Sanierung der vier Viadukte in Rhena, Bömighausen, Usseln und Willingen konnte die Kurhessenbahn den durchgehenden Betrieb wieder aufnehmen. Die zulässige Höchstgeschwindigkeit wurde auf 100 km/h angehoben. Die Bahnhöfe Usseln und Willingen wurden als bundesweites Pilotprojekt durch ein ZSB2000-Stellwerk der Firma Scheidt & Bachmann gesteuert, wobei der Zugleiter in Korbach untergebracht war. Inzwischen ist das Betriebsverfahren Signalisierter Zugleitbetrieb zugelassen und auch Korbach Hbf wurde mit Ks-Signalen ausgerüstet. Seit November 2009 wird die Strecke vom Zugleiter im Bahnhof Kassel Hbf ferngesteuert. 2015 wurde im Zuge der Modernisierung die Untere Edertalbahn Korbach–Frankenberg angeschlossen. Die aus Marburg kommenden Züge der Linie RB/RE 97 werden auch nach Brilon Stadt durchgebunden.

### Ederseebahn-Radweg
Auf dem Abschnitt Korbach–Buhlen der stillgelegten Ederseebahn wurde von 2008 bis 2012 der 26,139 Kilometer lange Ederseebahn-Radweg als Bahntrassenweg angelegt, der deren Tunnel und Brücken einbezieht.

## Zukunft
Die Strecke zwischen Wega und Korbach wurde im Regionalplan Nordhessen 2009 erwähnt und gesichert. Durch die Erstellung des Ederseebahn-Radwegs ist eine zukünftige Wiederinbetriebnahme daher nicht ausgeschlossen.
Wegen der aus Sicht des NVV guten Inanspruchnahme des reaktivierten Abschnittes Korbach–Frankenberg strebt jener mittelfristig die Einführung eines stündlichen Grundangebotes zwischen Marburg und Brilon an. Zum Fahrplanwechsel im Dezember 2017 wurden nachmittags zusätzliche Züge bestellt, sodass in dieser Zeit ein Stundentakt entsteht.
Aktuell wird eine Reaktivierung des zwölf Kilometer langen Abschnitts zwischen Wega und Hemfurth am Edersee für touristischen Verkehr zur Edertalsperre untersucht (ehemalige E.ON-Anschlussbahn). Das Potenzial wurde noch nicht ermittelt.
Bis Januar 2023 kam keiner der Wiederinbetriebnahme-Pläne über das Stadium einer unverbindlichen Absichtserklärung hinaus.